# Möllerödssjö (naturområde)

Möllerödssjö är ett strövområde i Hässleholms kommun i Skåne invid sjön med samma namn.
Området ligger i Göingeskogarna söder om Bjärnum och ägs av O D Krooks donation. Det finns många kulturlämningar i området.
Möllerödssjö är en badsjö med badplats och ett utsiktstorn för att studera det rika fågellivet.
Det finns två iordningställda rastplatser med bord och bänkar. Vid badplatsen finns även grillplats.
I Möllerödssjön fiskas abborre, brax, gädda, gös, mört, sarv och sutare. Fiskekort krävs.
Området var en gång fattig småbrukarbygd och marken har varit odlad eller betad under lång tid. Den en kilometer långa kulturstigen passerar förbi odlingsrösen, en gammal fägata och torpruiner. En av dessa var Danska Hemmanet, som var ett av de mest välmående torpen. I söder finns ett väl bevarat femstensröse, som markerade socken- eller ägogräns.

## Möllerödssjö strövområde
I strövområdet finns vandringsleder, motionsslingor och grillplatser. Det finns tre kortare stigar i området och ett elljusspår. Längs kulturstigen finns skyltar som berättar om torparlivet i Göingeskogen.